# Alternative Tentacles
Alternative Tentacles este o casă de discuri americană fondată în anul 1979.